# Russell Johnson
Russell Johnson (* 10. November 1924 in Ashley, Pennsylvania; † 16. Januar 2014 in Bainbridge Island, Washington) war ein amerikanischer Schauspieler.

## Leben
Nach seiner Schulzeit diente er von 1942 bis 1945 als Pilot in der amerikanischen Luftwaffe. 1945 überlebte er den Abschuss seiner B-24 Liberator über den Philippinen. Für seine militärischen Leistungen während des Zweiten Weltkriegs erhielt er zahlreiche Auszeichnungen, darunter ein Purple Heart. Nach Kriegsende entschied er sich für eine Schauspielkarriere und schrieb sich unter dem G. I. Bill in einer Schauspielschule ein.
In den 1950er Jahren war er in verschiedenen Science-Fiction-Filmen (Gefahr aus dem Weltall, 1953; Metaluna IV antwortet nicht, 1955; Attack of the Crab Monsters, 1957) und Westernproduktionen zu sehen. Daneben trat er in zwei Episoden von Twilight Zone auf. In der Episode Back There (#49) versuchte er, die Ermordung Abraham Lincolns abzuwenden.
Seine bekannteste Rolle war die des Professors Dr. Roy Hinkley, schlicht The Professor genannt, in der CBS-Sitcom Gilligans Insel (1964–1967). Diese Rolle spielte er auch in den diversen Nachfolgeproduktionen der 1970er und 1980er Jahre; in den Zeichentrickadaptionen (The New Adventures of Gilligan 1974–1977 und Gilligan’s Planet, 1982–1983) sprach er ebenfalls den Professor. 1993 veröffentlichte er das Buch Here on Gilligan’s Isle, in dem er über seine Zeit in der Serie berichtet.
In den 1970er und 1980er Jahren war er gelegentlich in Nebenrollen verschiedener Fernsehfilme, Seifenopern und auch in Hollywood-Filmen zu sehen.
Johnsons Sohn David war ein AIDS-Aktivist in Los Angeles, bevor er 1994 der Krankheit erlag. Seitdem David die Diagnose erhalten hatte, war auch Russell Johnson als Vollzeit-Spendensammler für die AIDS-Hilfe aktiv. Er lebte bis zu seinem Tod auf Bainbridge Island, Washington.

## Filmografie (Auswahl)
- 1952: Grausame Richter (For Men Only)
- 1952: Hyänen der Unterwelt (Loan Shark)
- 1953: Gefahr aus dem Weltall (It Came from Outer Space)
- 1953: Die Hand am Colt (Law and Order)
- 1953: Die Nacht der Abrechnung (The Stand at Apache River)
- 1953: Drei waren Verräter (Tumbleweed)
- 1953: Kolonne Süd (Column South)
- 1953: Seminola (Seminole)
- 1954: Ritt mit dem Teufel (Ride Clear of Diablo)
- 1954: Schwarzer Freitag (Black Tuesday)
- 1955: Aus dem Leben einer Ärztin (Strange Lady in Town)
- 1955: Ein Mann liebt gefährlich (Many Rivers to Cross)
- 1955: Metaluna IV antwortet nicht (This Island Earth)
- 1956: Corky und der Zirkus (Circus Boy; Fernsehserie, 1 Folge)
- 1958: Bis zur letzten Patrone (The Saga of Hep Brown)
- 1958: Der Teufel holt sie alle (Badman’s Country)
- 1959–1960: Black Saddle (Fernsehserie)
- 1961: Kein Fall für FBI (The Detectives; Fernsehserie, 1 Folge)
- 1964: Die blaue Eskadron (A Distant Trumpet)
- 1964–1967: Gilligans Insel (Gilligan’s Island) (Fernsehserie)
- 1977: Die Spur des Skorpions (Nowhere to Hide)
- 1978: Der Geist von Flug 401 (The Ghost of Flight 401)
- 1988: Monsters 2 (Monsters)